# Yorima albida
Yorima albida là một loài nhện trong họ Dictynidae.
Loài này thuộc chi Yorima. Yorima albida được miêu tả năm 1956 bởi Roth.